# Svartsot
Svartsot (с др.-дат. — «чёрная болезнь») — датская фолк-метал-группа, появившаяся в 2005 году.

## Характеристики
Название
Вначале «Svartsot» было названием песни из репертуара блэк-метал-группы Skoll (Сколль). Со временем музыканты поняли, что звучит это слово хорошо и решили сделать его названием своей группы, когда сменили музыкальное направление на фолк-метал.
Стиль
Звучание группы представляет собой смесь фолка и мелодик-дэт-метала. Помимо гитар, баса и барабанов, музыка приправлена тонами аутентичных народных инструментов, таких как вистлы, мандолины и волынки, добавляющими ощущение средневековья.
Лирика
Вдохновение для текстов группа черпает в датском фольклоре и истории, поэтому рычащий вокал полностью исполнен на датском языке. Дебютный альбом Ravnenes Saga (2007) повествует о Хугине и Мунине, двух воронах Одина. Четвертый альбом Vældet (2015) рассказывает истории о кровавых убийствах, распутстве и ритуалах, сосредоточенных у святых колодцев в средневековой Дании.
Дизайн обложек
Внешний вид

## История
Группа Svartsot была организована 17 февраля 2005 года в городе Раннерс, после расформирования другой местной группы, исполнявшей блэк-метал — Skoll. В первый состав вошли Claus B. Gnudtzmann (вокал), Cris J. S. Frederiksen (гитара) и Michael L. Andersen (гитара), Henrik B. Christensen (бас-гитара) и Marcelo Freitas (барабаны). Первое выступление группы состоялось 12 мая 2005 года в поддержку Clone Circle в копенгагенском клубе The Rock. Вскоре после концерта к ним присоединился Stewart Lewis (вистл, боуран). Не выдержав нагрузки из-за многочисленных репетиций группу покинул Marcelo Freitas. Новым барабанщиком стал Niels Thogersen. Количество живых выступлений также росло, за которые группа получила множество положительных отзывов.
В ноябре 2005 года они записали демо Svundne Tider (2005) в Pop Shit Studios. 17 февраля 2006 года группа приняла участие в конкурсе для артистов без контракта Danish Metal Grand Prix 2006, где заняли второе место. Призом стали три дня в студии Smart n' Hard участника Jacob Bredahl из группы Hatesphere, в течение которых они записали очередное демо Tvende Ravne (2006). В апреле они играли на разогреве у Volbeat. Одна из их композиций прозвучала в фолк-шоу BBC Radio и была включена в сборник Fear Candy Unsigned журнала Terrorizer в октябре 2006 года. Затем состоялись тур по Дании с Illdisposed и выступление с Mercenary, после чего бас-гитарист Henrik S. Christensen был заменён на Martin Kielland-Brandt.
Svartsot заключили контракт с известным австрийским лейблом Napalm Records в 2007 году. В июле этого же года в студии гитариста Jacob Hansen из группы Invocator они записали дебютный альбом Ravnenes Saga (2007). В конце 2007 года состоялись первые зарубежные выступления, а в 2008 году группа отправилась в тур вместе Týr, Hollenthon, Alestorm и Gwydion. После чего состав группы полностью обновился: из старых участников остался только Cris J. S. Frederiksen.
В 2009 году они отправились в студию LSD в Любеке, где приступили к записи нового альбома Mulmets Viser (2010) с продюсером Lasse Lammert (Alestorm, Incubator). Далее последовал выпуск Maledictus eris (2011). Очередной альбом Vældet (2015) представляет собой переломный момент: это первый альбом, выпущенный собственной компанией группы OF WOOD AND IRON PRODUCTIONS в сотрудничестве с с венгерским лейблом NAIL RECORDS, на который подписаны также Dalriada.
Последний альбом Kumbl (2022) представляет собой сборник переработанных традиционных народных песен, изданный на лейбле Mighty Music.
Концерты
Группу признают не только в Дании, но и за рубежом. Наиболее яркими выступлениями являются туры и концерты с такими группами, как Týr, Alestorm, Negură Bunget, а также участие на фестивалях Wacken Open Air, Paganfest, Metalfest Austria и российский Октоберфест (с Korpiklaani). Группа выступила хедлайнером ряда концертов и фестивалей в Дании, Швеции, Германии и Великобритании, а также в других местах.

## Участники
Текущий состав
- Thor Bager — вокал

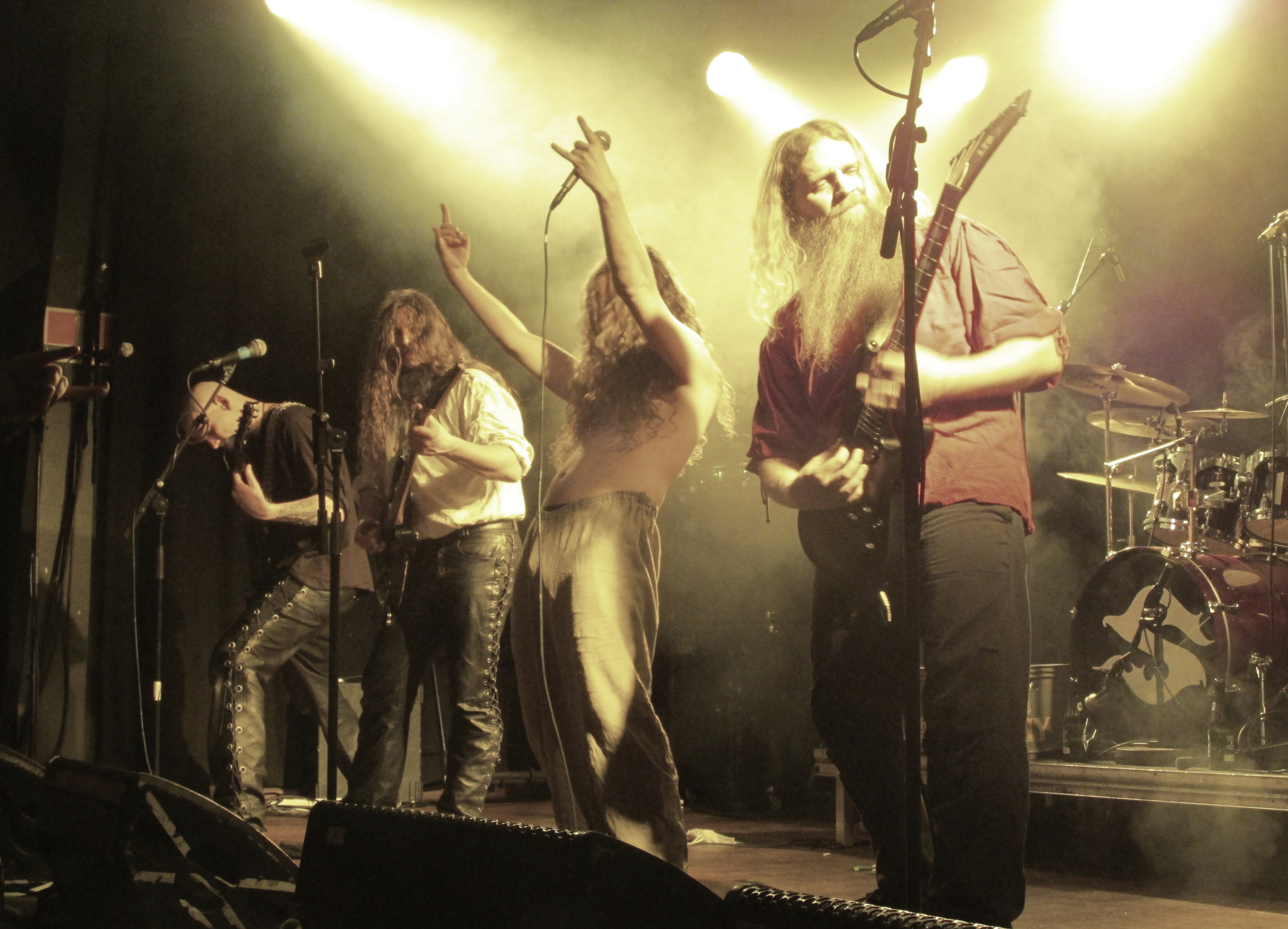
Участники группы на концерте в Дании в 2015 году.

- Hans-Jørgen Martinus Hansen — вистл, мандолина, волынка, ранее также аккордеон
- Cristoffer J.S. Frederiksen — соло-гитара, мандолина, акустическая гитара
- Michael Alm — ритм-гитара
- Frederik Uglebjerg — ударные
- Simon Buje — бас

Бывшие участники
- James Atkin — бас
- Stewart C. Lewis — вистл, боуран, топоры и другие инструменты
- Danni Jelsgaard — ударные
- Michael Lundquist Andersen — гитара
- Niels Thøgersen — ударные
- Claus B. Gnudtzmann — вокал
- Martin Kielland-Brandt — бас
- Cliff Nemanim — ритм-гитара
- Marcello Freitas — ударные
- Henrik S. Christensen — бас

Временная шкала

## Дискография
Альбомы
- Ravnenes Saga (2007)
- Mulmets Viser  (2010)
- Maledictus Eris (2011)
- Vældet (2015)
- Kumbl (2022)

Прочее
- Svundne Tider (2006) — демо
- Tvende Ravne (2007) — демо